# 大口腸線虫
大口腸線虫（たいこうちょうせんちゅう、羊縮小線虫、学名：Chabertia ovina）とは、ヒツジ、ヤギ、ウシの小腸に寄生する線虫の1種。体長は♂13-14mm、♀17-20mmであり、プレパテント・ピリオドは48日。感染様式は経口感染であり、貧血の原因となる。